# 在香港的俄羅斯人
在港俄羅斯人（羅馬化：Russkiye v Gonkonge）是指在香港僑居的俄羅斯人。俄羅斯人在港早年多從事蘇聯與西方之间的情報工作。蘇聯時代於香港並無設置領事代表機構，直至蘇聯解體、俄羅斯聯邦成立後的1994年，俄羅斯駐香港總領事館才復設，由曾有駐華經驗的基里爾·伊萬諾夫擔任第一代俄羅斯聯邦總領事。
根據俄羅斯駐香港總領事館列表，在港俄人組織共有17個以上。
俄羅斯人移居香港的歷史：
十九世紀中後期，已經有俄羅斯人移居香港，一九三零年代，香港警隊吸納俄羅斯裔香港人加入。

## 著名人物
- 許思敏
- Artem Ansheles

## 相關機構
- 俄羅斯文化協會（在香港油麻地區）